# جامعة كريفي ريه التربوية
جامعة كريفي ريه التربوية مؤسسة تعليم عالي أوكرانية، (بالأوكرانية: Криворізький державний педагогічний університет) هي جامعة تقع في دنيبروبتروفسك أوبلاست، أوكرانيا. تأسست هذه الجامعة في سنة 1930